# Lee Dorrian
Lee Dorrian (Coventry, 1968) é um cantor britânico, conhecido por ter participado das bandas Napalm Death (death metal/grindcore) e Cathedral (doom metal/stoner rock). Originalmente, começou como criador do fanzine punk Committed Suicide, onde acabou parando como vocalista e letrista do Napalm Death, gravando a metade do influente  Scum e na íntegra no álbum From Enslavement to Obliteration.
O cantor saiu do Napalm Death após gravar o EP Mentally Murdered. Após a saída do grupo de grindcore, Lee tentou montar um projeto com Michael Amott, na época membro do Carcass, mas o que acabou não acontecendo. No Cathedral, Lee abandonou aos poucos os vocais guturais, para cantar mais melódico. O músico criou a gravadora Rise Above Records para lançar discos do Cathedral e de bandas como Electric Wizard, Orange Goblin, Witchcraft, entre outras.
Em 2003, ele cantou na faixa “Ice Cold Man”, do Probot, projeto de heavy metal do líder do Foo Fighters, Dave Grohl. Lee Dorrian também participou do supergrupo Teeth of Lions Rule the Divine, com membros de bandas como Khanate, Sunn O))) e Crippled Black Phoenix.
Em 2013, ele anunciou o fim do Cathedral, comemorando com a última turnê e álbum da banda.

## Discografia

### Napalm Death
- 1987 – Scum (faixas 12–28)
- 1988 – From Enslavement to Obliteration
- 1988 – The Curse
- 1989 – Live
- 1989 – Mentally Murdered
- 1989 – The Peel Sessions (faixas 1–8)
- 1992 – Death by Manipulation (faixas 8–19)
- 2000 – The Complete Radio One Sessions (faixas 1–8)
- 2003 – Noise for Music's Sake (faixas 4, 14, 28–34, 45–51)

### Cathedral
- 1991 – Forest of Equilibrium
- 1993 – The Ethereal Mirror
- 1994 – Cosmic Requiem
- 1995 – The Carnival Bizarre
- 1996 – Supernatural Birth Machine
- 1998 – Caravan Beyond Redemption
- 2001 – Endtyme
- 2002 – The VIIth Coming
- 2005 – The Garden of Unearthly Delights
- 2010 – The Guessing Game
- 2013 – The Last Spire

### Teeth of Lions Rule the Divine
- 2002 – Rampton

### Probot
- 2004 – Probot

### With The Dead
- 2015 – With The Dead
- 2017 –  Love From With The Dead